# 秋之回忆6～T-wave～
秋之回忆6～T-wave～是5pb.在2008年8月21日发售的PS2用恋愛冒险游戏。CERO的评级为适合12岁以上玩家。本作是秋之回忆系列的第6作。副标题是“无可取代的爱情……就在身边”。
故事发生在前作「中断的影片」的1年之后，发生的地点和系列第一作相同，都是澄空学園。和前作的“中斷的影片”一样，当达成2个女主人公（りりす和智紗）的Good End以后，可以进入Triangle路线，以女主角的視点观察後夜祭之前的故事。

## 剧情
主人公塚本志雄是私立澄空学園的高中二年级学生。他被前青梅竹马的遠峯りりす当成仆人一样使唤，也没有女朋友。一天，りりす将隔壁班上的箱崎智紗介绍给志雄。智紗邀请他在后夜祭一起跳舞。因为这在澄空学院被视为和告白一样的举动，志雄感到不知如何是好。

## 登場角色
塚本志雄（つかもと しお） 声：藤原祐規
主人公。在澄空学園上学的高二学生，在学生会打杂，兼任兼文化祭实行委員。母親在他小时候死于事故，和父亲的关系疏远。
遠峯莉莉絲（とおみね りりす） 声：新名彩乃
澄空學園二年級學生，志雄的青梅竹馬兼同班同學，個性我行我素又任性，直話直說，和小時候溫和有禮貌的形象差很多，在外婆經營的小料理屋「ふみ」幫忙。8月11日出生。
箱崎智紗（はこさき ちさ）声：平野綾
莉莉絲的好朋友。因为过去受过心理上的伤害而讨厌水。在第一学期之前都不大引人注目，不过因为喜欢志雄，决定改变自己。12月23日出生。
嘉神川 克羅艾（かがみがわ くろえ）声：後藤邑子
澄空學園三年級學生，學生會長，日法混血的千金大小姐，很受志雄尊敬，也是學生們憧憬的對象，是カガミ食品株式会社的社長的千金。趣味是骑马。7月2日出生。
鈴代黎音（すずしろ れいん）声：田中理恵
寫作少女向小説的作家，本名稻穗鈴、稻穗信的姊姊。喜歡摩托車，漂亮又有氣質，重義氣又很純情，個性剛直。和志雄认识以后，住進了志雄管理的公寓里。1月3日出生。
春日結乃（かすが ゆうの）声：宮崎羽衣
澄空學園一年級轉學生，志雄的後輩，也是文化祭实行委员。乍看之下好像很活潑，但其實存在著不為人知的一面，好奇心旺盛，個性開朗，朋友也很多，但知心好友沒幾個。2月28日出生。
佐賀亨（さが とおる）声：根本幸多
澄空學園二年級學生，志雄的友人。喜欢遠峯莉莉絲(とおみね りりす)。对音乐很了解，擅长弹奏吉他。
稲穂信（いなほ しん）声：間島淳司
在饭店「ルサック」打工的自由职业者，小料理屋「ふみ」的常客。虽然是澄空学園的校友，不过因为在学习期间犯下的恶性，被列为学校黑名单的2号。
KANATA（かなた） 声：村田步
作品内只能听到她的声音。
「想君」的女主角，志雄聴的广播「T-WAVE」的DJ。

## 制作人员
- 角色设计：松尾ゆきひろ、輿水隆之
- 脚本：日暮茶坊、秋月ひろ、大三元、三浦洋晃、馬場卓也、澤渡やよい
- 音楽：阿保剛
  - OP：Triangle Wave
作詞、作曲:志倉千代丸、編曲:上野浩司／歌:村田あゆみ
  - 各角色ED
    - りりす：Candy Love
作詞:加藤碧、作曲:Rie、編曲:蔵屋智久／歌:新名彩乃
    - 智紗：Mind Loop
作詞:涼森有羽子、作曲、編曲:水野大輔／歌:平野綾
    - クロエ：Blue Moon
作詞:葉月みこ、作曲:吉冨小百合、編曲:Gravity Session／歌:後藤邑子
    - 黎音：Rainbow Highway
作詞:Yummy、作曲・編曲:水野大輔／歌:田中理恵
    - 結乃：ハルカ カナタ
作詞:亜里花、作曲:marpie!、編曲:勝誠二／歌:宮崎羽衣

  - Triangle路线
    - りりすOP：君の事
作詞:松澤由美、作曲・編曲:水野大輔／歌:新名彩乃
    - 智紗OP：蒼い星
作詞:松澤由美、作曲、編曲:水野大輔／歌:平野綾
    - ED：プリミディア
作詞・作曲:志倉千代丸、編曲:礒江俊道／歌:彩音

  - 插曲：WAVE!!!（KANATA的广播「T-WAVE」内播放的歌）
作詞・作曲・編曲:オーノカズナリ／歌：村田あゆみ

## 関連作品

### CD
5pb.发售。
- Memories Off6 ~T-wave~　PERSONAL COLLECTION

1. 遠峯りりす／Candy Love
2. 箱崎智紗／Mind Loop
3. 嘉神川 克羅艾／Blue Moon
4. 鈴代黎音／Rainbow Highway
5. 春日結乃／ハルカ カナタ

### 漫画
作者：久松柚野美
| 日文版（MF）   | 日文版（MF）        | 中文版（尖端出版） | 中文版（尖端出版） |
| 发售日         | ISBN                | 发售日             | ISBN               |
| -------------- | ------------------- | ------------------ | ------------------ |
| 2008年12月22日 | ISBN 978-4840125062 | 2010年7月23日      | EAN 4717702232047  |

## 脚注
1. ↑  . Amazon.co.jp.   [2013年12月31日] （日语）.
2. ↑  . Amazon.co.jp.   [2013年12月31日] （日语）.
3. ↑  从信的年龄是21岁这点判断。